# Disturbis de Rostock-Lichtenhagen

Lichtenhagen amb relació a Rostock

Entre el 22 i el 24 d'agost de 1992 es van produir violents disturbis xenòfobs al districte de Lichtenhagen de Rostock, Alemanya. Van ser els pitjors atacs multitudinaris contra els migrants a Alemanya des de la Segona Guerra Mundial. Es van llançar pedres i còctels Molotov contra un bloc d'apartaments on vivien els sol·licitants d'asil. En el punt àlgid dels disturbis, hi van participar diversos centenars de militants d'extrema dreta, i uns 3.000 espectadors del barri es van quedar al costat, aplaudint-los.
La resposta inicial de les autoritats i els polítics va ser molt criticada. Durant alguns dies abans dels disturbis, en alguns diaris s'havien publicat advertències velades de problemes imminents. La policia i els polítics semblaven reticents a respondre i, quan ho van fer, les seves respostes es van considerar inadequades. A l'exterior de l'edifici on s'allotjaven els refugiats, diversos centenars de sol·licitants d'asil havien acampat durant dies amb poc o nul accés a les instal·lacions bàsiques. Això va contribuir a augmentar les tensions al barri.
Entre el 22 i el 26 d'agost de 1992 es van produir 370 detencions provisionals i 408 investigacions preliminars relacionades amb els disturbis. Entre els arrestats hi havia 110 persones de l'antiga Alemanya Occidental; 217 de l'estat de Mecklenburg-Vorpommern, entre ells 147 de Rostock; i altres 37 de l'antiga Alemanya Oriental. Durant els disturbis, 204 policies van resultar ferits. No hi va haver morts.

## Rerefons

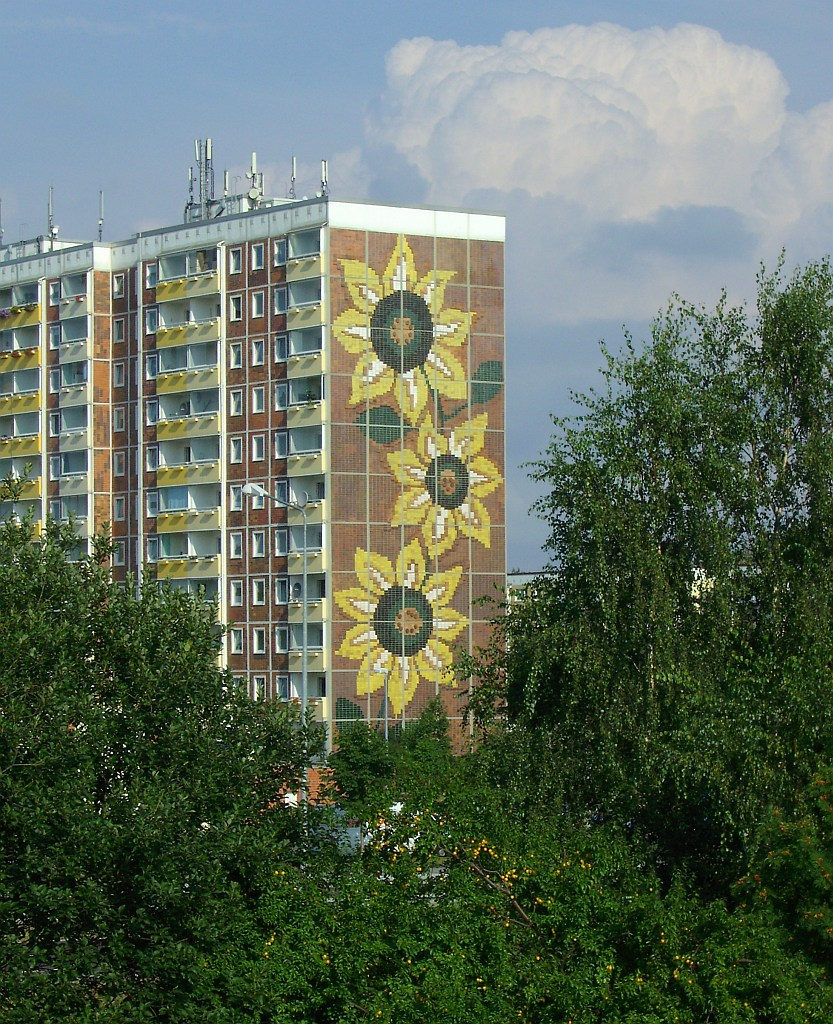
La Torre del Gira-sol

El Zentrale Aufnahmestelle für Asylbewerber für Mecklenburg-Vorpommern (ZAst MV), o "Alberg Central de Refugiats" per a l'estat de Mecklenburg-Vorpommern, es trobava en un complex d'apartaments plattenbau d'11 plantes conegut com la "Casa del Gira-sol" o "Torre del gira-sol" (pels enormes gira-sols que decoraven un dels laterals). L'edifici era conegut per les condicions inhumanes en què vivien els sol·licitants d'asil i la manca de suport (si n'hi havia) que els proporcionava. Les autoritats havien ignorat les nombroses queixes de ciutadans i residents per les condicions brutes i deplorables de l'edifici d'apartaments.

### Disturbis
El refugi inicialment estava pensat per acollir 300 refugiats al mes, però l'estiu de 1992 tenia una mitjana d'11.500 refugiats al mes. El personal de l'alberg, completament desbordat, va deixar acampar davant de l'edifici durant alguns dies. El govern municipal es va negar a oferir lavabos portàtils i no hi havia aigua ni recollida d'escombraries. Els enfrontaments entre els migrants sense llar i els residents de Lichtenhagen van augmentar. Ni la ciutat ni el govern estatal van prendre mesures.
Durant dies abans dels disturbis, els diaris Norddeutsche Neueste Nachrichten i Ostsee-Zeitung reclamaven un "grup d'interès de Lichtenhagen". Hi havia avisos anònims que si el cap de setmana no es "netejava" el refugi de refugiats, s'hi posaria ordre. Això va donar als joves membres de les bandes de tots els racons de Rostock, normalment enemics, una data, un lloc i un propòsit per reunir-se. Un skinhead de 19 anys va dir: "La policia coneix els Rostock Skins i els 'Hools' [hooligans]. Quan s'anuncia una cosa així, hi som!" 
Els disturbis del primer dia van començar amb joves del barri llançant pedres. La policia els va contenir, però la cobertura dels mitjans va animar els neonazis a vagar per la zona. Això va provocar una situació en què una multitud xenòfoba superava en nombre la policia el tercer dia. L'objectiu original, l'allotjament d'asil, va ser evacuat el segon dia, després d'això la multitud va assaltar un edifici veí on 115 immigrants vietnamites, un treballador social i un equip de televisió ZDF havien quedat enrere per error. Mentre l'edifici cremava, van barricar les seves portes contra els amotinats, que pujaven pels balcons armats amb bats de beisbol i còctels molotov. A sota, una multitud de més de 3.000 espectadors mirava i aplaudia amb impaciència.
Des del principi es van presentar càrrecs d'incompetència policial i política. Una explicació citada per a la manca d'acció efectiva de la policia va ser que es mostrava reticent a prendre qualsevol acció que pogués haver recordat l'estat policial comunista recentment destituït. També hi va haver acusacions que la policia i els polítics simpatitzaven en privat amb el sentiment anti-migrant.
La primera condemna important relacionada amb els disturbis va ser el 4 de març de 1993, tot i que ja s'havien dictat 24 condemnes per càrrecs menors. Un jove de 22 anys va ser condemnat per llançar una bomba incendiària a la policia, per pertorbar greument la pau, violar les lleis d'armes i per intent de lesions corporals. L'acusació d'homicidi en temptativa es va retirar per manca de proves. Els crítics van denunciar que ningú va ser condemnat per agredir un estranger, només per agredir la policia o per desordres. Es va trigar gairebé deu anys a processar 408 persones.
La següent cronologia va ser reconstruïda pel "Comitè legislatiu per investigar l'incident del refugi" ("Parlamentarischer Untersuchungsausschuss zu den Ereignissen um die ZAst").

## Cronologia
22 d'agost, dia 1 A partir de les 18:00 hores una gran multitud es va reunir davant del refugi de refugiats. A les 20:02, els matons van començar a atacar el refugi i la violència va augmentar ràpidament. A les 22:46, la policia es va veure obligada a retirar-se de la zona. A les 23:02 la policia antiavalots va arribar al lloc dels fets i va ser atacada amb còctels molotov. A les 23:24 una altra unitat policial va arribar des de Schwerin. A les 1:34 es van instal·lar canons d'aigua i es van utilitzar contínuament. Entre 1:34 i 2:34, els amotinats van ser empesos cap a l'autopista. A les 2:25 un vehicle amb un canó d'aigua va ser incendiat per un còctel molotov. A les 2:30 el comandament de la policia de Rostock va declarar una emergència policial i es va obrir l'armeria. Els agents van rebre gas lacrimogen i van disparar contra la multitud. La situació es va calmar a les 5:30.
Estadístiques del dia 1: 160 policies, 300 amotinats, 13 policies ferits, nou detencions.
23 d'agost, dia 2, part 1
Un centenar de persones es van concentrar davant del refugi. A les 11:15 el departament de policia de Rostock va demanar suport a altres departaments de policia. Les brigades van respondre des de Schwerin, Anklam, Stralsund i Güstrow. La Landespolizei de l'estat de Mecklenburg-Vorpommern va enviar dos canons d'aigua addicionals. Es van activar dues unitats de reserva (Einsatzhundertschaften) de la Patrulla Federal de Fronteres (Bundesgrenzschutz). A les 14:15 agents de paisà van informar de l'arribada de 30 neonazis coneguts a la zona.
23 d'agost, dia 2, part 2
A les 18:45 uns 400 esvalotadors van començar a atacar el refugi. A les 19:18 els esvalotadors van començar a llançar còctels molotov. 20:00 la policia va utilitzar canons d'aigua per netejar la zona. A les 20:30 la policia va recórrer a disparar munició real. A les 22:00h l'oficial de policia a càrrec va informar que sense reforços, en 30 minuts, la situació seria impossible de controlar. A les 22:30h es va incendiar un cotxe de la policia. A les 22:41 la policia estatal va declarar l'estat d'emergència (Landespolizeialarm).
El nivell d'emergència estatal va permetre convocar brigades federals addicionals. Hamburg va enviar les seves unitats SWAT (SEK i MBK). Aquestes unitats de policia antidisturbis d'uns 100 agents cadascuna van ser reforçades per dos esquadrons de gossos de la policia de Kiel, una unitat de reserva de Lübeck i helicòpters de la policia federal.
A les 2:55 la segona unitat d'Hamburg va arribar al lloc dels fets. A les 3:45 va arribar la primera unitat d'Hamburg. A les 4:10 la situació es va calmar. Les unitats d'Hamburg es van fer càrrec de la vigilància nocturna.
Estadístiques del dia 2: 850 policies, 500 amotinats, 70 policies ferits, 130 detencions.
24 d'agost, dia 3, part 1
14:00: Sota la protecció de les unitats d'Hamburg (ara 16 hores en acció), el refugi va ser evacuat. La gran multitud d'espectadors va donar avís d'un combat cos a cos a les 16:00. La policia es va assabentar d'una xarxa telefònica que els hooligans utilitzaven per organitzar el combat cos a cos, que havia d'atacar la policia exclusivament si el refugi es netejava.
24 d'agost, dia 3, part 2
19:45: Reforços de la 4a Brigada, Mecklenburg-Vorpommern van arribar per substituir les unitats antiavalots d'Hamburg, ara en acció durant 21 hores. 19:55: deu minuts després de l'arribada dels substituts, es va donar l'ordre de retirar tota la protecció del refugi.
A les 20:00 durant la retirada de l'edifici, les unitats de la Patrulla Fronterera Federal que reforçaven la segona unitat d'Hamburg van ser atacades. En aquest punt, la multitud d'espectadors que animaven els atacs havia crescut fins a uns 3.000. A les 20:05 esquadres de la segona unitat d'Hamburg, que ja havia abandonat el lloc, van rebre l'ordre de tornar a reforçar la unitat de la Patrulla Fronterera atacada. Per empènyer entre la multitud, van recórrer a l'ús de porres. L'oficial al comandament de la primera unitat d'Hamburg va informar que l'amenaça de violència era més gran que la que havia vist en els seus cinc anys d'experiència als llocs d'alarma d'Hafenstraße i Flora.
A les 20:15 la primera unitat d'Hamburg i la 4a Brigada MV van arribar a les altres unitats. Es van utilitzar canons d'aigua i es van formar cordons policials. La policia de transport ferroviari va rebre una ràdio per demanar suport. L'alarma va ser "Oficials en perill". La primera unitat d'Hamburg també va donar suport.
A les 20:40 un problema tècnic va fer caure un canó d'aigua. A les 21:20 la primera unitat d'Hamburg en retirada va buscar cobertura del canó d'aigua de la 4a Brigada MV. A les 21:34 el subministrament d'aigua del segon canó es va esgotar. La 4a Brigada MV d'uns 100 homes es va enfrontar a 800 agitadors. A les 22:37 la 4a Brigada MV va formar un cordó policial i va apuntar el canó d'aigua a la multitud per permetre el pas dels bombers. A les 22:55 la primera unitat d'Hamburg va ser enviada de tornada a Hamburg després de 25 hores de servei. A mitjanit, la 4a Brigada MV va començar a expulsar els aproximadament 300 hooligans restants, mentre que la segona unitat d'Hamburg va ser enviada de tornada a Hamburg després de 26 hores de servei. A les 00:30 la zona es va calmar.
A les 2:00 400 hooligans van tornar a començar a assaltar el refugi, fent servir tots els mitjans possibles. La policia va tenir una forta presència i es van utilitzar fins a 7 canons d'aigua per netejar els carrers que envolten el complex d'apartaments. Uns 1.000-1.200 amotinats van participar en el combat cos a cos amb la policia. A les 3:00, la situació estava sota control.
Estadístiques del dia 3: 2050 policies, 2000 agitadors, 117 policies ferits, 58 detencions.
Imitació
La setmana després dels disturbis a Rostock, els neonazis van atacar 40 residències amb bombes incendiàries i pedres, i van lluitar al carrer amb la policia. A Mecklenburg-Pomerània Occidental els dies següents, els centres d'asil de Wismar, Rostock-Hinrichshagen, Lübz i Neubrandenburg van ser atacats, i hi va haver tres incidents d'aquest tipus a Greifswald. A Wismar hi va haver un motí de sis dies entre el 15 i el 20 de setembre davant del centre d'asil, mentre que a Lichtenhagen hi va haver aplaudiments dels residents locals. Fins i tot després d'això, hi va haver atacs gairebé diàriament. Un cap de setmana entre el divendres 18 de setembre i el diumenge 20 de setembre, els centres d'asil de Güstrow Ueckermünde Kröpelin, Schwarzendorf (al districte de Malchin), Schwerin, Wismar i Retschow van ser atacats repetidament amb còctels molotov.
Procediments legals
Els atacs van provocar 370 detencions i 408 investigacions preliminars. Els processaments van resultar molt difícils, ja que hi havia poques proves fiables. En general, es va considerar que el procés judicial va ser notablement lent i les conseqüències lleus.
Es van presentar casos davant el Tribunal Regional de Rostock contra 257 persones, la majoria de les quals van ser retirades. Només 40 joves el 1993/94 van ser acusats de disturbis i incendis provocats. La majoria van rebre multes i condemnes suspeses. Onze dels condemnats van ingressar a presó juvenil que van des dels set mesos fins als tres anys, però només quatre d'ells van ser en realitat empresonats entre dos i tres anys; les altres set condemnes van ser suspeses. Van passar deu anys després dels disturbis perquè els tres últims casos es concloguessin. Les condemnes van ser de 12 a 18 mesos en presó juvenil, o llibertat condicional, tot i que els aleshores joves de 17, 18 i 19 anys condemnats per agressió van ser condemnats no només per incendi domèstic, sinó per intent d'assassinat. La gran majoria dels implicats en els disturbis va romandre anònima i impuna, malgrat que els tres dies de disturbis havien estat filmats per la televisió nacional alemanya, la BBC i altres emissores de notícies estrangeres.
Una investigació contra el cap de policia de Rostock, Siegfried Kordus, es va suspendre el 1994. Es va presentar un cas contra el líder de l'operació policial, el superintendent en cap Jürgen Deckert per incendi criminal negligent per omissió, però el cas es va arxivar l'any 2000.

## Mitjans de comunicació
- Mark Saunders. " The Truth Lies in Rostock Arxivat 2017-09-01 a Wayback Machine. (AVI, 698,7 MB)]" (BRD, Gran Bretanya, 78 min.) / 1993 de Mark Saunders i Siobhan Cleary - 121 min
- Wir Sind Jung. Wir Sind Stark (Som joves. Som forts), una pel·lícula del 2014 basada en els disturbis